# Matilde de Carintia
Matilde de Carintia (n. hacia 1106 o 1108 -  †13 de diciembre de 1160) fue la hija de Engelberto de Carintia y su esposa Uta de Passau (hija de Ulric de Passau). Se casó en 1123 con Teobaldo II de Champaña (también conocido como Teobaldo IV de Blois). Fue la madre de Adela de Champaña, reina consorte de Francia y por lo tanto la abuela materna del rey Felipe II de Francia.
Sus hijos con Teobaldo incluyen:
- Enrique I de Champaña
- Teobaldo V de Blois
- Adela de Champaña, reina consorte de Francia. Esposa de Luis VII de Francia
- Isabel de Champaña, esposa de Roger de Apulia y después de Guillermo IV de Perche
- María de Champaña, esposa de Eudes II de Borgoña y luego abadesa de Fontevrault
- Guillermo de las Manos Blancas, Arzobispo de Reims
- Esteban I de Sancerre
- Inés de Champaña, esposa de Reginaldo II de Bar
- Margarita de Champaña, monja en Fontevrault